# Maçal do Chão
Maçal do Chão is een plaats (freguesia) in de Portugese gemeente Celorico da Beira en telt 192 inwoners (2001).